# Kévin Anstett
Kévin Anstett (* 20. Dezember 1991 in Fontainebleau) ist ein französischer Basketballfunktionär und ehemaliger -spieler.

## Werdegang
Der 2,02 Meter große Anstett spielte Basketball unter anderem für die französischen Viertligisten Mée Basket und Marne-la-Vallée sowie den Zweitligisten Aix Maurienne Savoie Basket. Aufgrund einer Knieverletzung musste er zwischenzeitlich lange pausieren. Zuletzt stand er 2017/18 in Diensten des Drittligisten Poissy Basket.
Anstett studierte während seiner Spielerlaufbahn das Fach Neue Energien. Er war des Weiteren im Basketball in der Spielersichtung beschäftigt. Von 2017 bis 2019 war der Franzose für die Phoenix Suns aus der nordamerikanischen Liga NBA als Spielersichter tätig und beobachtete als solcher den Markt außerhalb der Vereinigten Staaten. Ab 2019 führte er diese Aufgabe für die Philadelphia 76ers aus und war für die Mannschaft ebenfalls in der Beobachtung vertragsloser Spieler beschäftigt.
Er arbeitete bis 2022 für Philadelphia, im Sommer desselben Jahres wechselte Anstett als Sportlicher Leiter zum französischen Erstligisten Limoges CSP. Im Januar 2024 berichteten französische Medien über eine bevorstehende Entlassung Anstetts in Limoges, der zu diesem Zeitpunkt krankgeschrieben war.
Im Juli 2024 gab der deutsche Bundesligist Rostock Seawolves Anstetts Anstellung als Sportdirektor bekannt.